# 胡安·弗洛雷亚尔·雷卡瓦伦
胡安·弗洛雷亚尔·雷卡瓦伦·罗哈斯（西班牙語：Juan Floreal Recabarren Rojas，1927年4月21日—2020年6月16日），智利政治人物，前安托法加斯塔市长。

## 生平
1927年生于安托法加斯塔。1961年至1969年，担任安托法加斯塔市议会议员。1964年至1967年，担任市长。1969年至1973年，担任基督教民主党国会众议院议员。1990年民主转型后继续担任安托法加斯塔市长两年。曾任北方大学社会学教授，对安托法加斯塔本地历史有深入研究。2020年6月16日去世，终年93岁。